# Meristacarus porcula
Meristacarus porcula is een mijtensoort uit de familie van de Lohmanniidae. De wetenschappelijke naam van de soort is voor het eerst geldig gepubliceerd in 1934 door Grandjean.